# تئاتر موقعیت
تئاتر موقعیت‌ها مجموعه‌ای از تمام سخنرانی‌ها، مصاحبه‌ها و سایر متن‌های کوتاه ژان پل سارتر در مورد تئاتر است. این کتاب در سال ۱۹۷۳ منتشر شد.
این مجموعه، تئاتر را از نظر سارتر و همرزمانش کالبدشکافی و تعریف می‌کند. گفته می‌شود که این تئاتر موقعیتی است، زیرا شخصیت‌هایی را در یک موقعیت خاص به نمایش می‌گذارد که بر خلاف مد آن زمان، عمدتاً بر روانشناسی آنها تمرکز ندارد. به‌طور خلاصه، این مجموعه ای از چندین مقاله کوتاه است.

## ترجمهٔ فارسی
ابوالحسن نجفی بخش نخست این کتاب را تحت‌عنوان دربارهٔ نمایش به فارسی ترجمه کرده‌است.